# 边饶镇
边饶镇，是中华人民共和国贵州省黔西南布依族苗族自治州望谟县下辖的一个乡镇级行政单位。
2015年1月21日，贵州省人民政府批复同意望谟县乡镇行政区划调整，新设置的边饶镇辖原坎边乡、岜饶乡，镇人民政府驻坎边村。

## 行政区划
边饶镇下辖以下地区：
坎边村、拉稍村、翁道村、播东村、喜座村、纳望村、新平村、岜饶村、边坝村、岜便村、绒春村和云盘村。